# Ferguson (Missouri)
Pour les articles homonymes, voir Ferguson.
Ferguson est une ville du Missouri, dans le comté de Saint Louis aux États-Unis.

## Histoire

### De la fondation de la ville à 2013
La ville correspond à deux villages et un hameau, fondés par des trappeurs français, vers 1673, et l'ensemble fait partie de la Louisiane française jusqu'en 1763, date ou la Louisiane passe aux Espagnols. Durant la période espagnole, la population reste créole et francophone, avec une forte minorité noire, souvent des esclaves, qui travaillent dans les plantations. La région est vendue par la France aux États-Unis en 1803. En 1821, les 2 villages et le hameau sont regroupés en un ensemble et une paroisse, qui constituera la ville de Ferguson. Vers 1850, des Blancs anglophones de l'est des États-Unis s'installent, dans la région. La ville, alors en pleine période d'industrialisation, change radicalement, et vers 1865, des esclaves noirs affranchis s'installent en ville. La fin de la ségrégation raciale légale se termine dans les années 1960 aux États-Unis. Les Noirs deviennent majoritaires à Ferguson vers 1985, mais la police et l'administration restent majoritairement aux mains des Blancs.

### Les événements de l'été 2014
En août 2014, la commune est le théâtre de violentes émeutes à la suite du décès de Michael Brown, un Afro-américain alors âgé de 18 ans tué le 9 août par la police locale, atteint de six balles, alors que selon les témoignages il ne portait pas d'arme.
Le FBI est chargé de mener une enquête sur la mort du jeune homme, et l'État du Missouri envoie ses propres policiers pour maintenir l'ordre à la place de la police locale très contestée par la population.
Face aux violences des affrontements entre manifestants (Blancs et Noirs) et force de l'ordre, le maire de la ville instaure un couvre-feu de minuit à cinq heures du matin.
Le 18 août, après une nouvelle nuit d'émeutes malgré l'instauration du couvre-feu, le gouverneur du Missouri Jay Nixon fait appel à la Garde nationale.

#### Manifestations
À la suite de ces événements, des manifestations, majoritairement pacifiques, ont duré plusieurs mois jusqu'en décembre 2014, dans la ville et dans plusieurs villes du pays.
Ce fut un événement répercuté dans l'ensemble des journaux de la planète en raison de la militarisation des moyens policiers.
Un an après les événements, en août 2015, des manifestations ont eu lieu à titre de commémoration de l’événement.